# Contea di Shanggao
La contea di Shanggao (上高县S, Shànggāo XiànP) è una contea della Cina, situata nella provincia di Jiangxi e amministrata dalla prefettura di Yichun.